# Czubnik pospolity

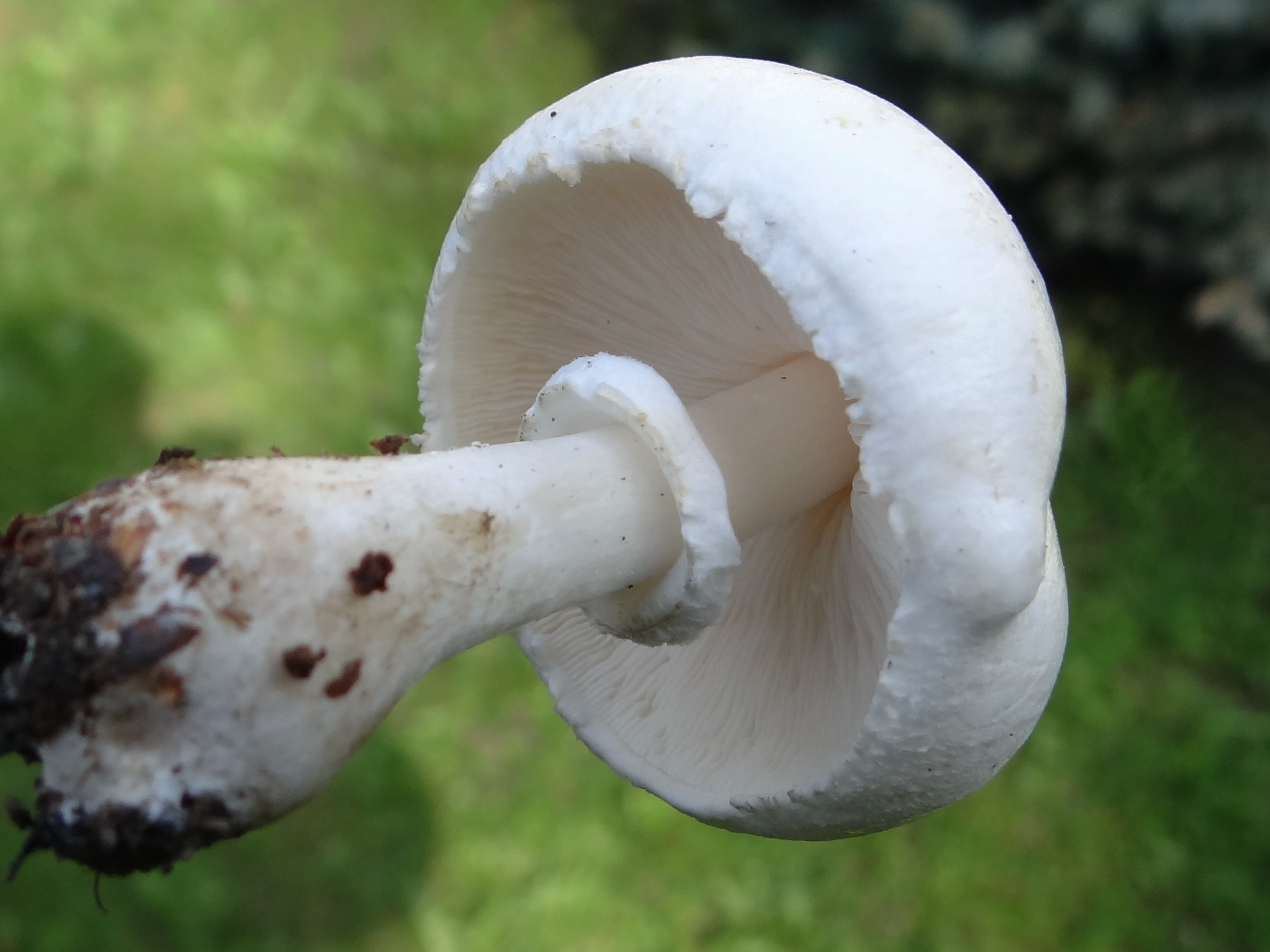

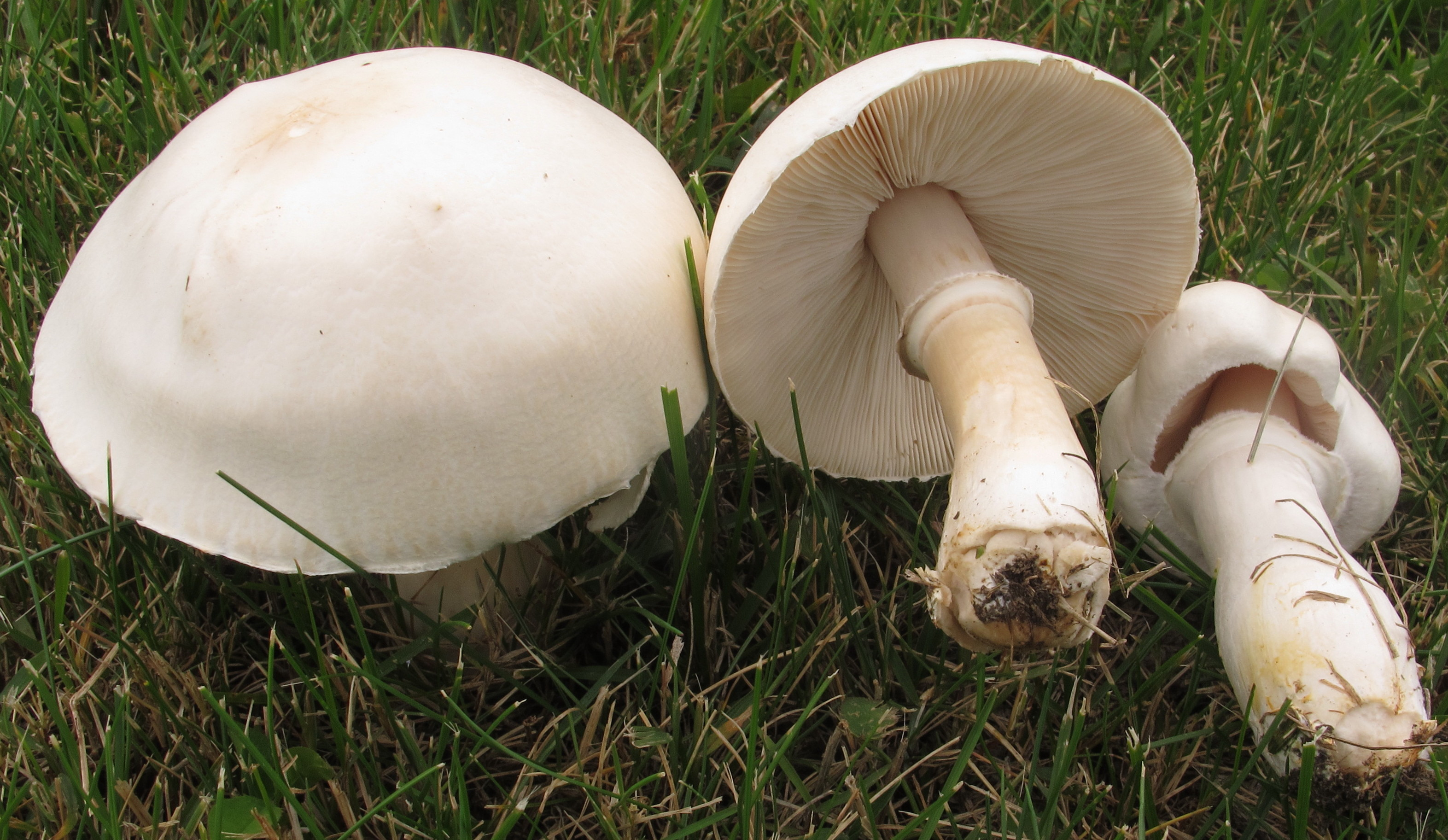

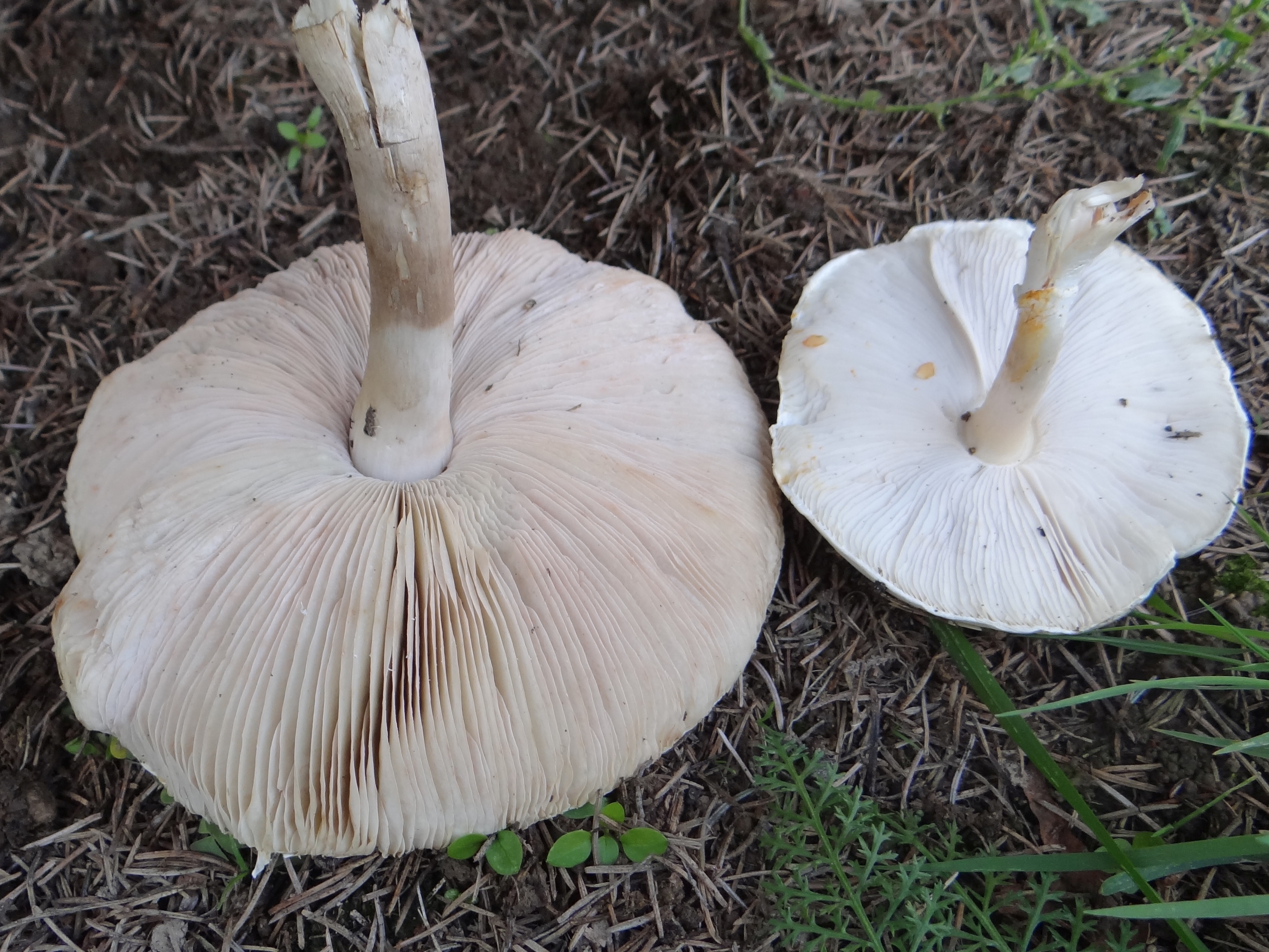
Starsze owocniki mają nieco tylko różowawe blaszki

Czubnik pospolity (Leucocoprinus leucothites (Vittad.) Redhead) – gatunek grzybów z rodziny pieczarkowatych (Agaricaceae).

## Systematyka i nazewnictwo
Pozycja w klasyfikacji według Index Fungorum: Agaricaceae, Agaricales, Agaricomycetidae, Agaricomycetes, Agaricomycotina, Basidiomycota, Fungi.
Po raz pierwszy takson ten opisał w roku 1835 Carlo Vittadini nadając mu nazwę Agaricus leucothites. Obecną nazwę nadał mu 2023 r. Scott Alan Redhead. Synonimy:

- Agaricus leucothites Vittad. 1835
- Lepiota leucothites (Vittad.) P.D. Orton 1960
- Lepiota naucina var. leucothites (Vittad.) Sacc. 1887
- Leucoagaricus carneifolius var. leucothites (Vittad.) Bon 1977
- Leucoagaricus leucothites (Vittad.) Wasser 1977

Stanisław Domański w 1955 r. opisywał ten gatunek pod nazwą czubajka drobna. W 2003 r. Władysław Wojewoda gatunkowi Leucoagaricus cretaceus (Bull.:Fr.) M.M. Moser nadał polską nazwę pieczareczka różowoblaszkowa, synonimizując go z Leucoagaricus leucothites. Po przeniesieniu do rodzaju Leucocoprinus nazwy te stały się niespójne z nazwą naukową. W 2024 r. Komisja ds. Polskiego Nazewnictwa Grzybów przy Polskim Towarzystwie Mykologicznym zarekomendowała nazwę czubnik pospolity.

## Morfologia
Kapelusz
Średnica 5–10 cm, u młodych okazów zamknięty, o kulistym kształcie, później półkulistołukowaty, na koniec płaski, niehigrofaniczny. Brzeg gładki i bez prążkowania. Powierzchnia jedwabiście gładka, wapiennobiała, do brudnobiałej, później bladokremowa, szarawa, czasami z cielistym lub fioletowawym odcieniem. W miejscach nasłonecznionych często powierzchnia pęka na poletka.
Blaszki
Gęste, wolne, u młodych okazów białe, u starszych różowawe.
Trzon
Wysokość 6–12 cm, grubość 1–2 cm, łatwo oddziela się od kapelusza, kształt walcowaty, podstawa zgrubiała lub bulwiasta. Początkowo pełny, później rurkowaty. W górnej części posiada biały, skórzasty i zwisający w dół pierścień. Powierzchnia biała, błyszcząca.
Miąższ
Biały, czasami lekko żółtawy, u starszych owocników brązowiejący. Smak łagodny, zapach grzybowy.
Cechy mikroskopowe
Wysyp zarodników biały, zarodniki mają rozmiary7–9 × 5–6 μm, kształt od owalnego do elipsoidalnego, powierzchnię gładką z małą ilością porów i są amyloidalne. Występują różnokształtne cheilocystydy o rozmiarach 28–39 × 7–12 μm.
Gatunki podobne
- morfologicznie bardzo podobne są różne gatunki pieczarek (Agaricus), jednak wszystkie mają od samego początku blaszki różowe, z czasem coraz ciemniejsze, u dojrzałych owocników czekoladowobrązowe,
- muchomor jadowity (Amanita virosa) ma zawsze białe blaszki, a przy podstawie trzonu posiada pochwę
- biało ubarwione pochwiaki okazałe (Volvariella gloiocephala). Różnią się trzonem, który u nasady posiada skórzastą pochwę[5].

## Występowanie
Najwięcej stanowisk podano w Ameryce Północnej i Europie, ponadto notowany jest w Afryce Północnej i Nowej Zelandii. Jeszcze w latach 50. XX wieku gatunek ten był praktycznie nieznany i uważany za wielką rzadkość. Od tego czasu jednak znacznie się rozprzestrzenił. Obecnie w Europie Środkowej występuje w rozproszeniu, miejscami jest pospolity.
Grzyb naziemny, saprotrof. Występuje głównie poza lasami: na trawnikach, nad brzegami wód, w parkach, na łąkach i pastwiskach, miedzach, w zieleni miejskiej, w zaroślach, sadach, na obrzeżach lasów. Owocniki wytwarza od lipca do października. Często spotykany jest na siedliskach zmienionych przez człowieka, np. na poboczach szos, na skarpach. Preferuje gleby o odczynie obojętnym lub zasadowym i bogate w azot.

## Znaczenie
W niektórych atlasach grzybów uważany jest za grzyby jadalny, jednak w Szwajcarii zanotowano wiele przypadków niestrawności i zaburzeń pokarmowych po spożyciu tego grzyba, łatwo też pomylić go ze śmiertelnie trującym muchomorem jadowitym. Z tych powodów obecnie nie zaleca się spożywania tego grzyba.